# Климкович, Ксенофонт Григорьевич
Ксенофо́нт Климко́вич (1835—1881) — галицийский писатель.
Сын священника. Переводил Байрона, Мицкевича, Залеского, издавал газету «Мета» (1863—1865) в умеренном украинофильском направлении, затем «Славянскую Зорю» (1867) славянофильского направления, «Основу» (1872—1874); переводил Шевченко на немецкий язык. В разных галицийских газетах было помещено множество стихотворений Климковича патриотического характера. Лучшие посвящены памяти Т. Шевченко («На вечну память Тарасови» и «Велыки роковыны»). В 1864 Климкович опубликовал семь книг «Русской Читальни» с переводами Гоголя, Квитки, Корженевского.